# Diócesis de Sokoto
La diócesis de Sokoto (en latín: Dioecesis Sokotoensis y en inglés: Roman Catholic Diocese of Sokoto) es una circunscripción eclesiástica de la Iglesia católica en Nigeria. Se trata de una diócesis latina, sufragánea de la arquidiócesis de Kaduna. Desde el 10 de junio de 2011 su obispo es Matthew Hassan Kukah.

## Territorio y organización
La diócesis tiene 80 000 km² y extiende su jurisdicción sobre los fieles católicos de rito latino residentes en el estado de Sokoto y en parte de los de Zamfara y Kebbi.
La sede de la diócesis se encuentra en la ciudad de Sokoto, en donde se halla la Catedral de la Sagrada Familia.
En 2023 en la diócesis existían 17 parroquias.

## Historia
La prefectura apostólica de Sokoto fue erigida el 29 de junio de 1953 con la bula Ex iis praecipue del papa Pío XII, derivando el territorio de la prefectura apostólica de Kaduna (hoy arquidiócesis).
El 16 de junio de 1964 la prefectura apostólica fue elevada a diócesis con la bula Summa clavium del papa Pablo VI.
El 15 de diciembre de 1995 cedió una parte de su territorio para la erección de la prefectura apostólica de Kontagora (hoy diócesis de Kontagora) mediante la bula Constat in finibus del papa Juan Pablo II.
El 16 de octubre de 2023 cedió otra porción de su territorio para la erección de la diócesis de Katsina por el papa Francisco.

## Estadísticas
Según el Anuario Pontificio 2023 la diócesis tenía en 2023 un total de 21 000 fieles bautizados.
| Año                                                                             | Población            | Población  | Población      | Sacerdotes | Sacerdotes    | Sacerdotes    | Bautizados por sacerdote | Diáconos permanentes | Religiosos | Religiosos | Parroquias |
| Año                                                                             | Bautizados católicos | Total      | % de católicos | Total      | Clero secular | Clero regular | Bautizados por sacerdote | Diáconos permanentes | Varones    | Mujeres    | Parroquias |
| ------------------------------------------------------------------------------- | -------------------- | ---------- | -------------- | ---------- | ------------- | ------------- | ------------------------ | -------------------- | ---------- | ---------- | ---------- |
| 1970                                                                            | 1648                 | 6 929 562  | 0.0            | 11         |               | 11            | 149                      |                      | 15         | 9          |            |
| 1980                                                                            | 13 303               | 7 393 000  | 0.2            | 17         | 4             | 13            | 782                      | 1                    | 16         | 13         | 6          |
| 1990                                                                            | 19 548               | 9 509 000  | 0.2            | 17         | 11            | 6             | 1149                     | 1                    | 7          | 6          | 9          |
| 1999                                                                            | 43 721               | 12 001 782 | 0.4            | 24         | 21            | 3             | 1821                     |                      | 4          | 28         | 9          |
| 2000                                                                            | 39 623               | 12 008 482 | 0.3            | 24         | 21            | 3             | 1650                     |                      | 4          | 27         | 10         |
| 2001                                                                            | 42 964               | 12 100 342 | 0.4            | 29         | 24            | 5             | 1481                     |                      | 6          | 28         | 10         |
| 2002                                                                            | 45 428               | 12 104 441 | 0.4            | 30         | 25            | 5             | 1514                     |                      | 6          | 46         | 11         |
| 2003                                                                            | 49 623               | 12 204 542 | 0.4            | 28         | 24            | 4             | 1772                     |                      | 5          | 36         | 11         |
| 2004                                                                            | 60 554               | 12 251 910 | 0.5            | 35         | 30            | 5             | 1730                     |                      | 6          | 47         | 14         |
| 2010                                                                            | 44 366               | 14 133 000 | 0.3            | 39         | 32            | 7             | 1137                     |                      | 7          | 28         | 17         |
| 2014                                                                            | 30 883               | 15 614 070 | 0.2            | 34         | 29            | 5             | 908                      |                      | 5          | 78         | 24         |
| 2017                                                                            | 39 767               | 15 622 700 | 0.3            | 31         | 26            | 5             | 1282                     |                      | 10         | 80         | 27         |
| 2020                                                                            | 43 245               | 17 468 675 | 0.2            | 44         | 39            | 5             | 982                      |                      | 5          | 32         | 27         |
| 2023                                                                            | 40 000               | 25 600 000 | 0.2            | 53         | 49            | 4             | 755                      |                      | 4          | 70         | 27         |
| 2023                                                                            | 21 000               | 15 930 561 | 0.1            | 41         | 38            | 3             | 512                      |                      | 3          | 65         | 17         |
| Fuente: Catholic-Hierarchy, que a su vez toma los datos del Anuario Pontificio. |                      |            |                |            |               |               |                          |                      |            |            |            |

## Episcopologio
- Edward Thaddeus Lawton, O.P. † (15 de enero de 1954-19 de diciembre de 1966 falleció)
- Michael James Dempsey, O.P. † (13 de julio de 1967-3 de diciembre de 1984 renunció)
- Kevin Joseph Aje † (3 de diciembre de 1984 por sucesión-10 de junio de 2011 retirado)
- Matthew Hassan Kukah, desde el 10 de junio de 2011